# Stefanie Vögele
Stefanie Vögele (Leuggern, Zurzach, 10 de març de 1990) és una tennista professional suïssa retirada.
Va desenvolupar la seva carrera bàsicament en el circuit ITF, guanyant vuit títols d'aquest circuit, i cinc més en dobles femenins, tot i que va arribar a disputar una final en cada modalitat del circuit WTA. Va arribar a ocupar el 42è lloc del rànquing individual mundial, i el 100è en dobles femenins.
Va formar part de l'equip suís de Fed Cup en diverses ocasions i va participar en l'edició de 2020-2021, en la qual van ser finalistes.

## Palmarès

### Individual: 1 (0−1)
| Llegenda                                  |
| ----------------------------------------- |
| Grand Slam (0−0)                          |
| WTA Tour Championships / WTA Finals (0−0) |
| Premier Mandatory (0−0)                   |
| Premier 5 (0−0)                           |
| Premier (0−0)                             |
| International (0−1)                       |

| Títols per superfície |
| --------------------- |
| Dura (0−1)            |
| Gespa (0−0)           |
| Terra batuda (0−0)    |

| Resultat  | Núm. | Data              | Torneig         | Superfície | Oponent        | Marcador         |
| --------- | ---- | ----------------- | --------------- | ---------- | -------------- | ---------------- |
| Finalista | 1.   | 3 de març de 2018 | Acapulco, Mèxic | Dura       | Lesia Tsurenko | 7−5, 6−7(5), 2−6 |

### Dobles femenins: 1 (0−1)
| Llegenda                                  |
| ----------------------------------------- |
| Grand Slam (0−0)                          |
| WTA Tour Championships / WTA Finals (0−0) |
| Premier Mandatory (0−0)                   |
| Premier 5 (0−0)                           |
| Premier (0−0)                             |
| International (0−1)                       |

| Títols per superfície |
| --------------------- |
| Dura (0−0)            |
| Gespa (0−0)           |
| Terra batuda (0−1)    |

| Resultat  | Núm. | Data                 | Torneig          | Superfície   | Parella       | Oponents                       | Marcador |
| --------- | ---- | -------------------- | ---------------- | ------------ | ------------- | ------------------------------ | -------- |
| Finalista | 1.   | 19 de febrer de 2012 | Bogotà, Colòmbia | Terra batuda | Mandy Minella | Eva Birnerová Alexandra Panova | 2−6, 2−6 |

### Equips: 1 (0−1)
| Resultat  | Núm. | Data                  | Torneig                              | Superfície | Equip                                          | Oponents                                                                                         | Marcador |
| --------- | ---- | --------------------- | ------------------------------------ | ---------- | ---------------------------------------------- | ------------------------------------------------------------------------------------------------ | -------- |
| Finalista | 1.   | 6 de novembre de 2021 | Billie Jean King Cup, Praga, Txèquia | Dura (i)   | Belinda Bencic Viktorija Golubic Jil Teichmann | Ekaterina Alexandrova Dària Kassàtkina Veronika Kudermétova A. Pavliutxénkova Liudmila Samsonova | 0−2      |

## Trajectòria

### Individual
| Open d'Austràlia | Q1  | Q3   | 2R   | Q1  | 1R  | 1R    | 2R    | 2R   | Q2   | 2R  | Q3   | 1R   | Q3  | Q1   | 1R  | 0 / 8    | 4 – 8    |
| Roland Garros | Q2  | Q2   | 1R   | Q3  | Q2  | 3R    | 2R    | 1R   | Q2   | A   | 1R   | Q1   | 1R  | 1R   | Q1  | 0 / 7    | 3 – 7    |
| Wimbledon | Q1  | 1R   | 1R   | Q1  | Q2  | 1R    | 1R    | 1R   | 1R   | A   | 1R   | 1R   | NC  | Q1   | Q1  | 0 / 8    | 0 – 8    |
| US Open | 1R  | 2R   | 1R   | Q2  | 1R  | 1R    | 1R    | Q1   | 1R   | Q2  | 1R   | Q1   | 1R  | 1R   | Q1  | 0 / 10   | 1 – 10   |
| Total Victòries−Derrotes | 0−2 | 10−9 | 9−22 | 1−1 | 3−8 | 22−23 | 13−24 | 7−17 | 8−13 | 5−4 | 9−17 | 6−15 | 1−5 | 4−12 | 1−4 | 99 – 178 | 99 – 178 |
| Rànquing a final d'any | 130 | 76   | 127  | 138 | 113 | 44    | 78    | 122  | 114  | 152 | 85   | 119  | 116 | 147  | –   |          |          |
| Llegenda: G: Guanyadora; F: Finalista; SF: Semifinalista; QF: Quarts de final; Q: Qualificació; A: Absent; RR: Round Robin; |     |      |      |     |     |       |       |      |      |     |      |      |     |      |     |          |          |

### Dobles femenins
| Open d'Austràlia | A   | A   | A   | A   | 1R  | 2R  | 1R  | A   | A   | A | A    | 0 / 3 | 1 – 3 |
| Roland Garros | A   | 2R  | A   | A   | 1R  | 2R  | A   | A   | A   | A | A    | 0 / 3 | 2 – 3 |
| Wimbledon | A   | A   | A   | A   | 1R  | 3R  | 1R  | A   | A   | A | 1R   | 0 / 4 | 2 – 4 |
| US Open | 2R  | 1R  | A   | A   | 1R  | 1R  | A   | A   | A   | A | A    | 0 / 4 | 1 – 4 |
| Rànquing a final d'any | 231 | 166 | 231 | 154 | 882 | 106 | 369 | 602 | 599 | – | 1156 |       |       |
| Llegenda: G: Guanyadora; F: Finalista; SF: Semifinalista; QF: Quarts de final; Q: Qualificació; A: Absent; RR: Round Robin; |     |     |     |     |     |     |     |     |     |   |      |       |       |